# Heterocithara rigorata
Heterocithara rigorata é uma espécie de gastrópode do gênero Heterocithara, pertencente à família Mangeliidae.